# Siloxerus
Siloxerus é um género botânico pertencente à família Asteraceae. É composto por 10 espécies descritas e destas 4 são aceites. É originário da Austrália.
O género foi descrito por Jacques-Julien Houtou de La Billardière e publicado em Novae Hollandiae Plantarum Specimen 2: 57. 1806. A espécie-tipo é Siloxerus humifusus Labill.
Trata-se de um género reconhecido pelo sistema de classificação filogenética Angiosperm Phylogeny Website.

## Espécies
As espécies aceites são:
- Siloxerus filifolius (Benth.) Ostenf.
- Siloxerus humifusus Labill.
- Siloxerus multiflorus Nees
- Siloxerus pygmaeus (A.Gray) P.S.Short